# Centurion (film)
Centurion (titlu original: Centurion) este un film britanic de acțiune de război din 2010 scris și regizat de Neil Marshall vag bazat pe dispariția Legiunii a IX-a a Imperiului Roman din Caledonia la începutul secolului al II-lea. Rolurile principale au fost interpretate de actorii Michael Fassbender, Olga Kurylenko și Dominic West.

## Prezentare
Imperiul Roman nu a reușit să cucerească pe deplin Marea Britanie, ajungând într-un impas dur în nord. Picții au declanșat un război de gherilă împotriva romanilor de-a lungul fortărețelor Glenblocker și Gask Ridge, la granița de sud a Scottish Highlands. În avanpostul roman Pinnata Castra, războinici picți conduși de Vortix și Aeron ucid întreaga garnizoană, luându-l prizonier doar pe al doilea la comandă, centurionul Quintus Dias, pentru că poate vorbi limba pictică. Adus în fața regelui pict Gorlacon, care a unit triburile nordice, Dias este interogat cu brutalitate, dar scapă pe jos.
Un mesager din fort ajunge la Gnaeus Julius Agricola, guvernator roman al Britanniei, care speră să obțină favoarea Senatului roman și să se transfere înapoi în confortul Romei. El trimite Legiunea a Noua sub comanda generalului Titus Flavius Virilus pentru a eradica amenințarea picților, oferindu-i un cercetaș celt brigant, Etain. Mergând spre nord, legiunea îl salvează pe Dias de urmăritorii săi.
Etain îi conduce într-o ambuscadă în care, surprinși de „bolovani” din lemn cu smoală în flăcări, sunt masacrați, iar Virilus rănit este capturat. Cei câțiva supraviețuitori – Dias, legionarii Bothos, Thax, Brick, Macros și Leonidas și bucătarul Tarak – au pornit să-l salveze pe Virilus, găsindu-l în satul lui Gorlacon. Intrând pe furiș la căderea nopții, ei nu reușesc să-i rupă lanțurile, iar el le ordonă să se întoarcă pe teritoriul roman fără el. În coliba lui Gorlacon, Thax îl sufocă pe tânărul fiu al regelui pentru a-l împiedica să dea alarma.
În dimineața următoare, Gorlacon arde trupul fiului său pe un rug funerar și îl obligă pe Virilus să lupte cu Etain, care în copilărie a văzut părinții ei violați și sacrificați de romani; ea îl ucide cu o suliță prin inimă. Gorlacon o trimite după legionari în fruntea unui grup de războinici călare, printre care Vortix și Aeron, pentru a răzbuna moartea fiului său.

## Distribuție
- Michael Fassbender ca Quintus Dias, un centurion.
- Olga Kurylenko ca Etain, o războinică cercetaș, vânătoare și urmăritor din tribul briganților.
- Dominic West ca Titus Flavius Virilus, generalul (legatul) Legiunii a IX-a.
- Liam Cunningham ca Brick (Ubriculius), un veteran legionar al Legiunii a IX-a.
- David Morrissey ca Bothos, un legionar veteran în secolul Legiunii a IX-a al lui Septus
- JJ Feild ca Thax, un legionar egoist în centuria lui Septus din Legiunea a IX-a.
- Noel Clarke ca Macros, un legionar al celei de-a doua cohorte a Legiunii a IX-a
- Riz Ahmed ca Tarak, un bucătar al Legiunii a IX-a.
- Dimitri Leonidas ca Leonidas, un cercetaș legionar grec al Legiunii a IX-a.
- Ulrich Thomsen ca Gorlacon, liderul britanicilor.
- Imogen Poots ca Arianne, o tânără britanică exilată pentru vrăjitorie de către Gorlacon.
- Lee Ross ca Septus, un centurion veteran al Legiunii a IX-a și un vechi prieten al generalului Virilus.
- Dave Legeno ca Vortix, un războinic britanic cu topor.
- Axelle Carolyn ca Aeron, un arcaș britanic.
- Paul Freeman ca Gnaeus Julius Agricola, guvernator roman al Britanniei.
- Rachael Stirling ca Drusilla, fiica guvernatorului Agricola.
- Michael Carter ca Antoninus, unul dintre generalii lui Agricola.
- Tom Mannion ca Tesio, unul dintre generalii lui Agricola.
- Peter Guinness - Cassius, unul dintre generalii lui Agricola.
- Jake Maskall ca Argos, un ofițer al Legiunii a IX-a, unul dintre consilierii generalului Virilus.
- Eoin Macken ca Achivir, un războinic britanic.
- Neil Marshall ca arcaș în Fortul lui Adrian, un cameo necreditat ca paznicul care îl confundă pe Bothos cu un pict.